# Lewisburg (Kentucky)
Pour les articles homonymes, voir Lewisburg.
Lewisburg est une ville américaine située dans le comté de Logan, dans le Kentucky. Selon le recensement de 2020, sa population est de 870 habitants.